# FlyOne Armenia
FlyOne Armenia LLC is een Armeense lagekostenluchtvaartmaatschappij gevestigd in Jerevan. Het is een dochteronderneming van de Moldavische lagekostenmaatschappij FlyOne.
De luchtvaartmaatschappij werd opgericht na een investering van 60 miljoen euro ($ 67,8 miljoen) door de Moldavische luchtvaartmaatschappij FlyOne. De luchtvaartmaatschappij kreeg haar Air Operator's Certificate op 29 oktober 2021 en begon op 18 december 2021 met een rechtstreekse vlucht naar Lyon.

## bestemmingen
| Land                         | Stad      | Luchthaven                                         |  |  |
| ---------------------------- | --------- | -------------------------------------------------- |  |  |
| Armenië                      | Jerevan   | Internationale luchthaven Zvartnots                |  |  |
| Frankrijk                    | Parijs    | Luchthaven Charles de Gaulle                       |  |  |
| Frankrijk                    | Lyon      | Luchthaven Lyon-Saint Exupéry                      |  |  |
| Georgië                      | Koetaisi  | David de Bouwer Internationale Luchthaven Koetaisi |  |  |
| Georgië                      | Tbilisi   | Internationale luchthaven van Tbilisi              |  |  |
| Iran                         | Teheran   | Internationale luchthaven Teheran Imam Khomeini    |  |  |
| Israël                       | Tel Aviv  | Luchthaven Ben Gurion                              |  |  |
| Libanon                      | Beiroet   | Beiroet-Rafic Hariri International Airport         |  |  |
| Moldavië                     | Chisinau  | Internationale luchthaven Chisinau                 |  |  |
| Rusland                      | Krasnodar | Internationale luchthaven Krasnodar                |  |  |
| Rusland                      | Moskou    | Internationale luchthaven Vnukovo                  |  |  |
| Rusland                      | Sotsji    | Internationale luchthaven Sotsji                   |  |  |
| Turkije                      | Istanbul  | Internationale luchthaven van Istanboel            |  |  |
| Oekraïne                     | Kiev      | Internationale luchthaven Boryspil                 |  |  |
| Verenigde Arabische Emiraten | Dubai     | Internationale luchthaven van Dubai                |  |  |

## Vloot
De luchtvaartmaatschappij bezit geen vliegtuigen in het Armeense vliegtuigregister dat op 5 november 2021 is gepubliceerd. De luchtvaartmaatschappij was van plan om in het laatste kwartaal van 2021 een Airbus A320-200 te gebruiken en een Airbus A321 toe te voegen. De voorzitter van FlyOne, Vladimir Cebotari, zei dat de luchtvaartmaatschappij in onderhandeling was over de huur van in totaal drie A321-200's.